# Discografia dei Tonight Alive
La discografia dei Tonight Alive, gruppo musicale australiano formatosi nel 2008, si compone di quattro album in studio, tre EP e diciassette singoli, pubblicati tra il 2010 e il 2018.

## Album in studio
| Anno | Titolo | Classifiche | Classifiche | Classifiche | Classifiche | Classifiche | Classifiche | Classifiche |
| Anno | Titolo | AUS         | UK          | UK Rock     | USA         | USA Alt.    | USA Rock    | USA Ind.    |
| ---- | --- | ----------- | ----------- | ----------- | ----------- | ----------- | ----------- | ----------- |
| 2011 | What Are You So Scared Of? - Pubblicato: 14 ottobre 2011 - Etichetta: Sony Music, Fearless Records, Search and Destroy - Formato: CD, download digitale | 15          | 172         | 17          | —           | —           | 48          | 32          |
| 2013 | The Other Side - Pubblicato: 6 settembre 2013 - Etichetta: Sony Music, Fearless Records, Search and Destroy - Formato: CD, LP, download digitale        | 5           | 59          | 5           | 43          | 12          | 15          | 8           |
| 2016 | Limitless - Pubblicato: 4 marzo 2016 - Etichetta: Sony Music, Fearless Records, Easy Life Records - Formato: CD, LP, download digitale                  | 6           | 37          | 1           | 88          | 20          | 23          | 12          |
| 2018 | Underworld - Pubblicato: 12 gennaio 2018 - Etichetta: UNFD, Hopeless Records - Formato: CD, LP, download digitale                                       | 11          | 55          | 3           | —           | 24          | 41          | 5           |

## Extended play
| Anno | Titolo |
| ---- | --- |
| 2010 | All Shapes & Disguises - Pubblicato: 1º marzo 2010 - Etichetta: Takedown Records (ripubblicato nel 2011 dalla Sony Music) - Formato: CD, download digitale                             |
| 2010 | Consider This - Pubblicato: 12 novembre 2010 - Etichetta: Takedown Records (ripubblicato nel 2011 dalla Sony Music e dalla Fearless Records) - Formato: CD, download digitale, 45 girI |
| 2011 | Let It Land - Pubblicato: 14 ottobre 2011 - Etichetta: Sony Music - Formato: CD |

## Singoli
| Anno | Titolo                         | Classifiche | Classifiche | Album di provenienza                                              |
| Anno | Titolo                         | AUS         | UK Rock     | Album di provenienza                                              |
| ---- | ------------------------------ | ----------- | ----------- | ----------------------------------------------------------------- |
| 2011 | Starlight                      | —           | —           | What Are You So Scared Of?                                        |
| 2011 | Let It Land                    | —           | —           | What Are You So Scared Of?                                        |
| 2012 | Listening                      | —           | —           | What Are You So Scared Of?                                        |
| 2013 | Breakdown (feat. Benji Madden) | 66          | —           | /                                                                 |
| 2013 | The Ocean                      | —           | —           | The Other Side                                                    |
| 2013 | Lonely Girl                    | —           | —           | The Other Side                                                    |
| 2013 | Come Home                      | —           | —           | The Other Side                                                    |
| 2014 | The Edge                       | 78          | 1           | The Amazing Spider-Man 2 - The Original Motion Picture Soundtrack |
| 2015 | Human Interaction              | —           | —           | Limitless                                                         |
| 2015 | To Be Free                     | —           | —           | Limitless                                                         |
| 2015 | Drive                          | —           | —           | Limitless                                                         |
| 2016 | How Does It Feel?              | —           | —           | Limitless                                                         |
| 2017 | World Away                     | —           | —           | /                                                                 |
| 2017 | Temple                         | —           | —           | Underworld                                                        |
| 2017 | Without You                    | —           | —           | Spawn (Again): A Tribute to Silverchair                           |
| 2017 | Crack My Heart                 | —           | —           | Underworld                                                        |
| 2018 | Disappear (feat. Lynn Gunn)    | —           | —           | Underworld                                                        |

## Videografia

### Video musicali
| Anno | Titolo                         | Regista         |
| ---- | ------------------------------ | --------------- |
| 2010 | Wasting Away                   | Mick Gumley     |
| 2011 | Starlight                      | Mikey Hamer     |
| 2011 | Let It Land                    | —               |
| 2011 | Breaking & Entering            | —               |
| 2012 | Listening                      | Mark Staubach   |
| 2013 | Breakdown (feat. Benji Madden) | —               |
| 2013 | The Ocean                      | Sam Roenfeldt   |
| 2013 | Lonely Girl                    | Bill Stepanoski |
| 2013 | Come Home                      | Scott Fleishman |
| 2014 | The Edge                       | Adam Callen     |
| 2015 | Human Interaction              | Anthony Rose    |
| 2016 | How Does It Feel?              | David Burrowes  |
| 2016 | Drive                          | Matt Sharp      |
| 2017 | World Away                     | Megan Thompson  |
| 2017 | Temple                         | Neal Walters    |
| 2017 | Crack My Heart                 | Neal Walters    |
| 2017 | Disappear (feat. Lynn Gunn)    | Neal Walters    |